# ترمولات
ترمولات (به فرانسوی: Trémolat) یک کمون در فرانسه است که در Canton of Sainte-Alvère واقع شده‌است.

## خصوصیات
ترمولات ۱۴٫۰۳ کیلومترمربع مساحت و ۶۳۶ نفر جمعیت دارد و ۵۳ متر بالاتر از سطح دریا واقع شده‌است.